# Олјози
Олјози је насеље у Италији у округу Верона, региону Венето.
Према процени из 2011. у насељу је живело 499 становника. Насеље се налази на надморској висини од 98 м.